# Small Simba SC
El Small Simba SC es un equipo de fútbol de Zanzíbar que milita en la Segunda División de Zanzíbar, la segunda liga de fútbol en importancia en el país.

## Historia
Fue fundado en el año 1936 en la ciudad de Unguja y es el equipo de fútbol más viejo de Zanzíbar, así como uno de los equipos más ganadores del país al acumular 5 títulos de la Primera División de Zanzíbar y un título de la Copa Nyerere en el año 1990, de la cual los equipos de Zanzíbar no la juegan desde la autonomía de Zanzíbar como un miembro aparte de la CAF en 2005.
El equipo no juega en la Primera División de Zanzíbar desde la temporada 2001, aunque ha representado a Zanzíbar en los torneos de la CECAFA, de la cual Zanzíbar es uno de sus miembros.

## Palmarés
- Primera División de Zanzíbar: 5

1983, 1985, 1988, 1991, 1995
- Copa Nyerere: 1

1990

## Participación en competiciones de la CAF
| Temporada | Torneo          | Ronda      | Club                | Casa | Visita | Global |
| --------- | --------------- | ---------- | ------------------- | ---- | ------ | ------ |
| 1991      | Recopa Africana | Preliminar | Mbabane Highlanders | 1-0  | 1-3    | 2-3    |

## Jugadores destacados
- Suleiman Jabir[2]